# Izberbasj
Izberbasj (russisk: Избербаш, tr. Izberbasj; kumykisk, lesgisk, avarisk: Избербаш, tr. Izberbasj) er en by i den sydrussiske republik Dagestan med 55.996 (2021) indbyggere beliggende ved det Kaspiske hav ca. 56 km sydøst for republikkens hovedstad Makhatjkala.